# Ermita da Senhora de Numão
L'Ermita da Senhora de Numão, també coneguda com Santuari de Nossa Senhora de Numão o també d'Anamão, es troba al llogaret de Numão, freguesia de Castro Laboreiro, municipi de Melgaço, districte de Viana do Castelo, a Portugal.

## Història
Situada a la rodalia de la formació rocosa coneguda com a Pena de Numão, en plena serra de Peneda i inserida al Parc Natural de Peneda-Gerês, els orígens de la petita capella o ermita remunten a la llegenda del període de la conquesta cristiana sobre l'aparició de la mare de Jesús en la concavitat d'un enorme cingle, tot i que sembla que prèviament el mateix lloc havia estat escenari de cerimònies paganes o celtes de matrimoni i fertilitat. Des de llavors s'atribuïren alguns miracles a la santa de Numão, la majoria associats a fenòmens sobrenaturals que salvaren la vida de pastors i ramats, d'atacs de roders, llops i tempestats. Després d'una altra misteriosa història que relatava que al mateix lloc es trobà una estatueta de la santa, duta llavors a l'església de Castro Laboreiro, però que desapareixia i apareixia novament al lloc d'origen, s'alçà un púlpit de pedra al costat de la formació rocosa, i posteriorment es construí una capelleta preromànica.
Segles més tard, en el període de la Guerra Civil portuguesa, a causa de la seua remota localització i difícil accés, canvià de lloc la peregrinació cap al Santuari de Nossa Senhora de Peneda, i es deia que el lloc servia d'amagatall per a la banda de roders de Tomás das Quingostas.

## Característiques
Erigida a 1.025 metres d'altitud, l'ermita de la Senhora de Numão es construí en granit, amb planta rectangular, en l'estil preromànic asturià. El púlpit, situat a l'exterior, també de granit, és només decorat amb un baix relleu, i presenta esculpida a la façana una flor d'aigua asturiana. Datat de la mateixa època, un edifici de recer dels pelegrins en va ser construït a la vora.
Posteriorment, al segle xviii i XIX s'hi afegí un quiosc per a les festes de la romeria de Santa Numão.

## Patrona
Dedicada a la Senhora de Numão o Anamão, les festivitats per tradició se'n celebraven el 8 de setembre. Ara se'n celebren el primer diumenge del mes de setembre.

## Galeria

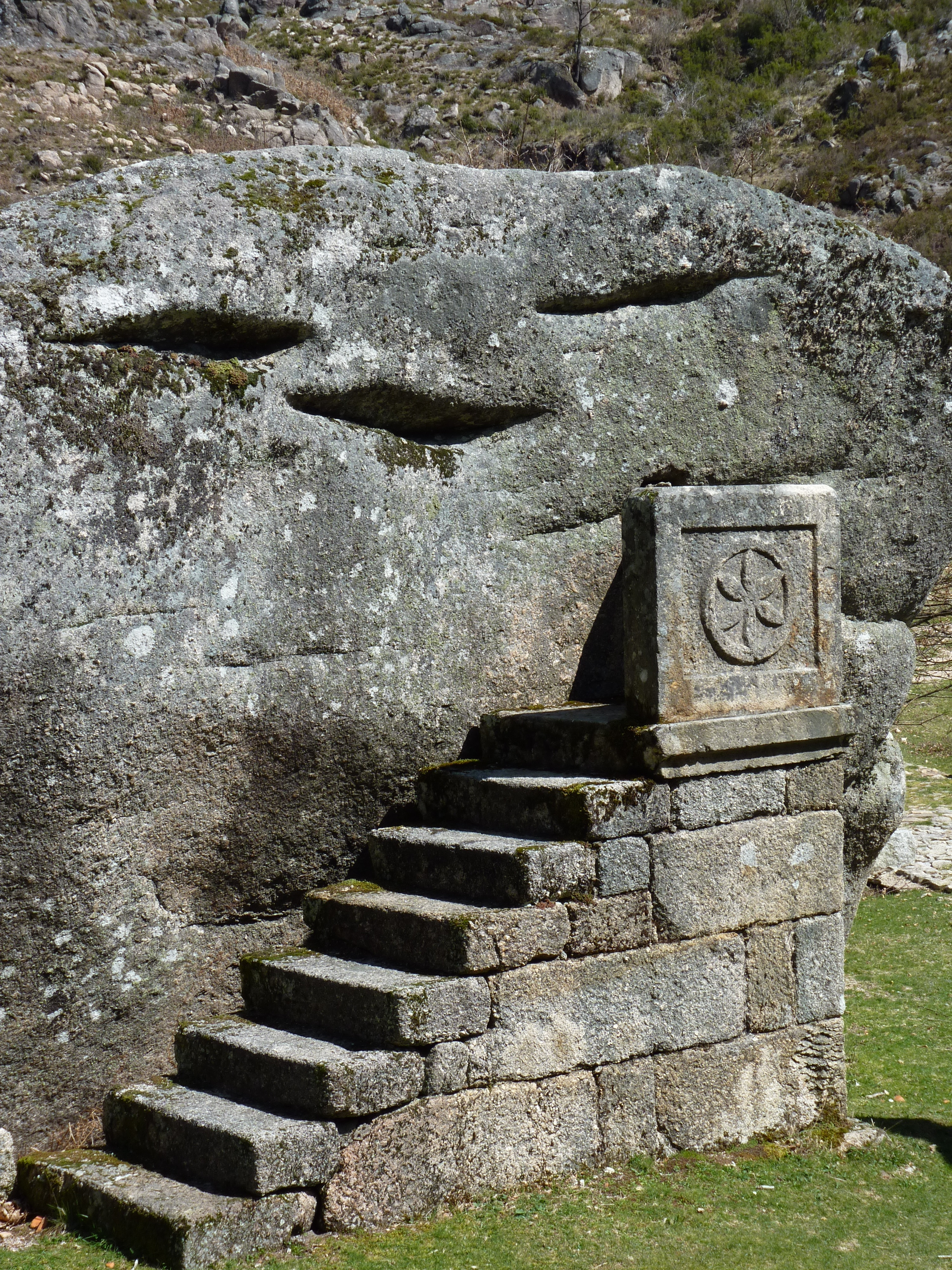
Púlpit. Exterior del Santuari da Senhora de Numão
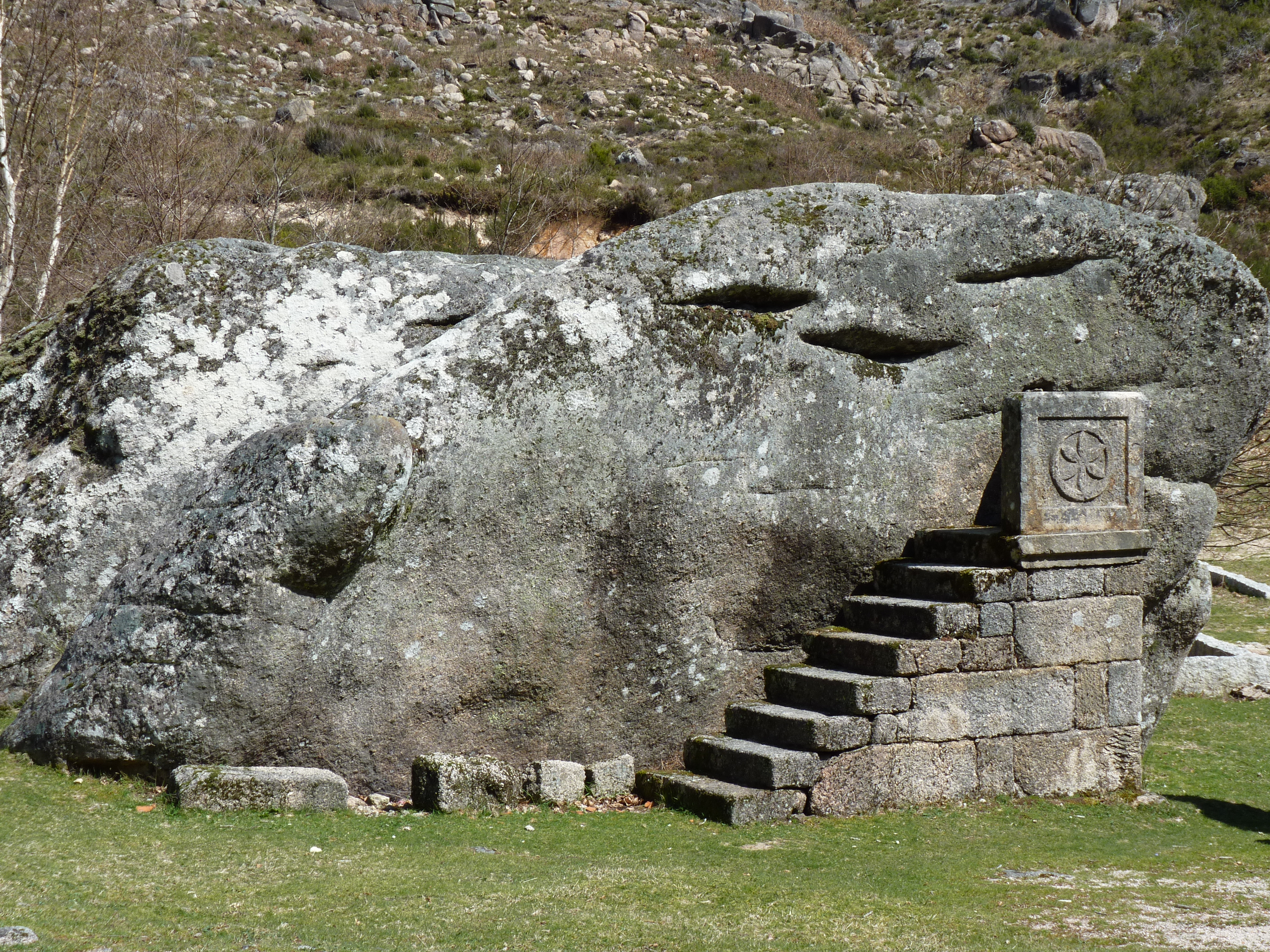
Púlpit. Exterior del Santuari da Senhora de Numão
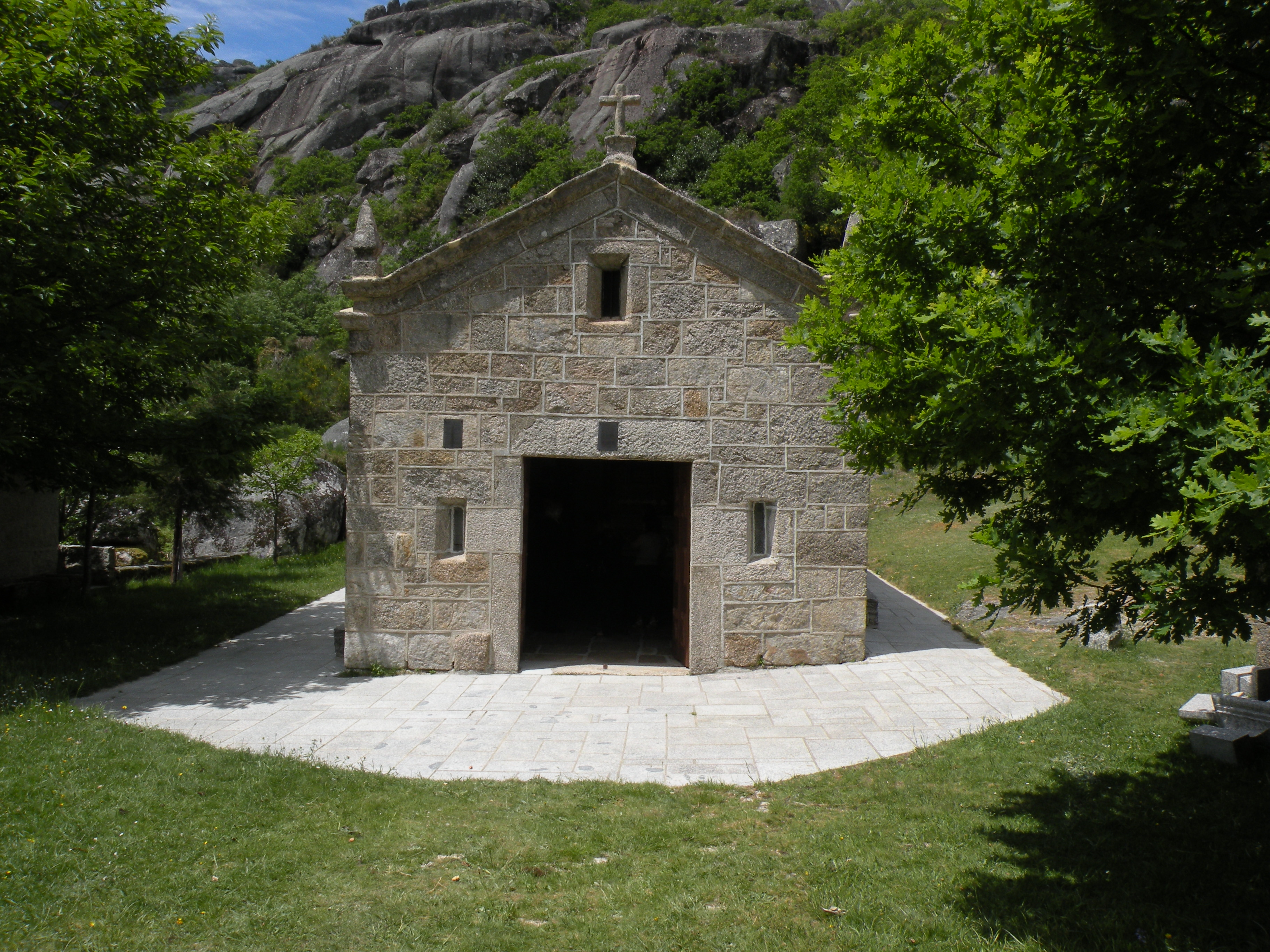
Capella da Senhora de Numão
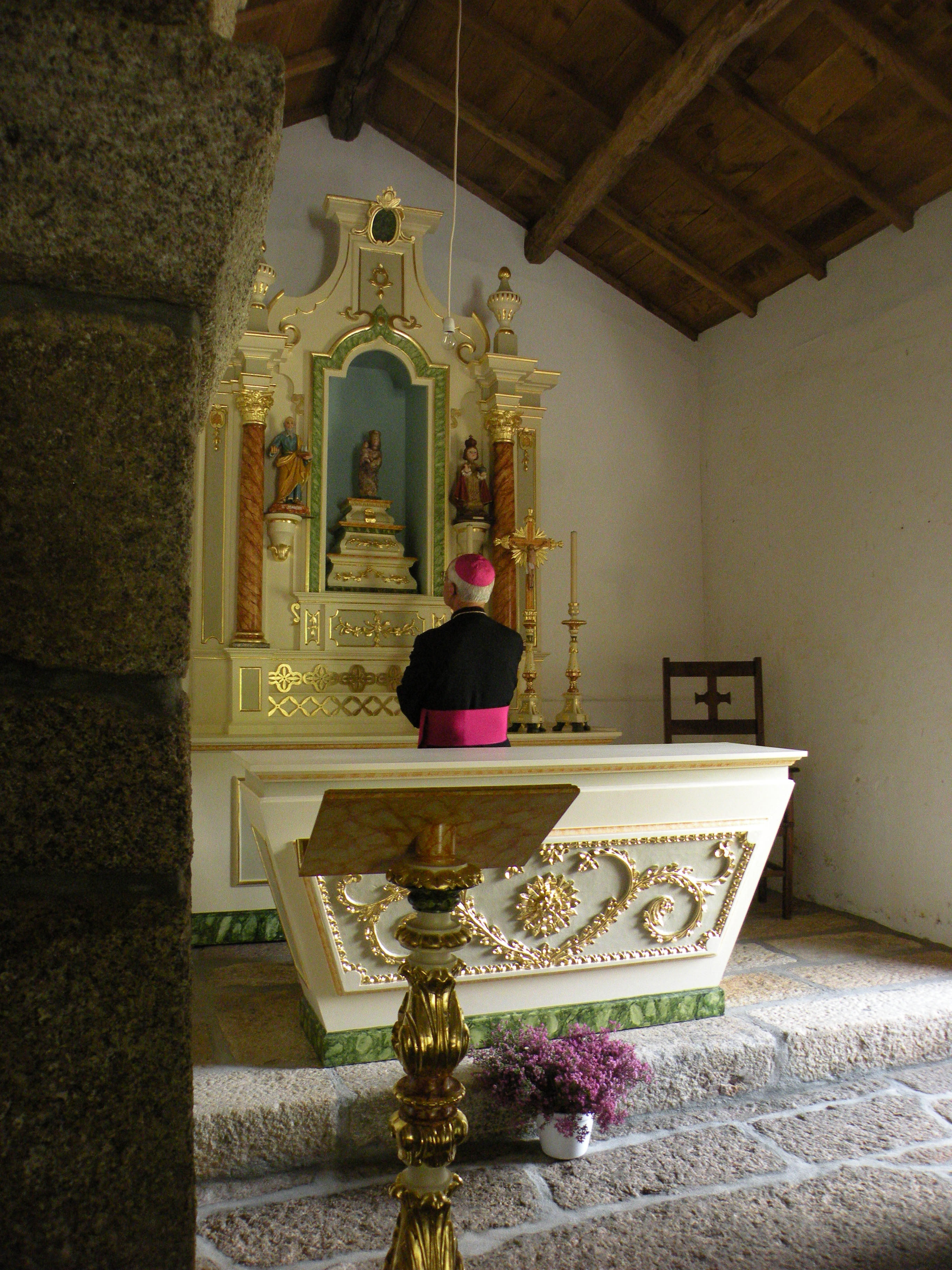
Retaule de la capella